# Luca Zara
Luca Zara (Treviso, 3 giugno 1988) è un rugbista a 15 italiano, tallonatore del Mogliano.

## Biografia
Luca è cresciuto nelle giovanili della Benetton Rugby Treviso. Nel 2008 ha partecipato al Sei Nazioni Under 20, e i Mondiali Under 20 in Galles. 
Nella stagione 2009/2010 passa al San Marco Rugby Club.